# Ocho-Venado

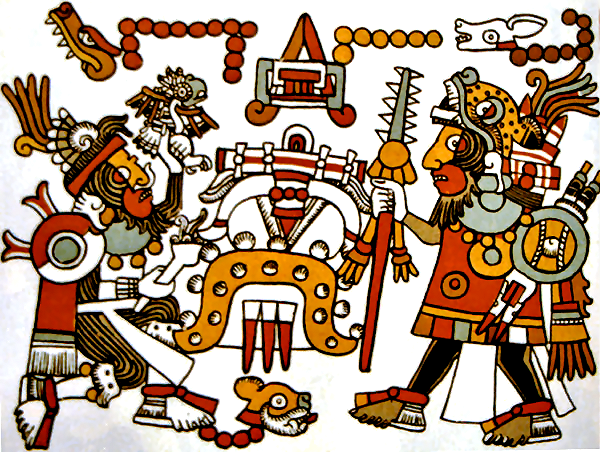
Ocho-Venado (a la derecha en la imagen, con su nombre calendárico sobre él), según aparece representado en el Códice Nuttall

Ocho-Venado-Garra de Jaguar (del idioma mixteco: Iya Nacuaa Teyusi Ñaña) fue un cacique mixteco del siglo XI. Siendo señor de Tututepec, dio inicio a un proceso expansionista desde esa población localizada en la Mixteca de la Costa, que le llevó a enfrentarse contra su familia y enemigos para poner bajo su mando una amplia región, incluido el importante señorío de Tilantongo, en la Mixteca Alta oaxaqueña. La historia militar de Ocho-Venado es bien conocida gracias a los códices mixtecos precolombinos que sobrevivieron a la destrucción colonial. Nació en 1063, y vivió cincuenta y dos años, hasta su muerte por sacrificio en 1115.

## Ocho-Venado en las fuentes precolombinas
La reputación de este personaje como un gran político y estratega militar le dio un estatus legendario entre los mixtecos y, en algunos aspectos, su biografía, tal como aparece en los códices precolombinos, parece mezclarse con la leyenda. Además, el conocimiento actual sobre la vida de Ocho-Venado es resultado de la comparación de los diversos códices mixtecos disponibles. Aunque mucho se ha avanzado en la decodificación de la escritura mixteca, sigue siendo muy complicado establecer una interpretación definitiva de los códices de esa cultura. En su estado actual, la historia de Ocho-Venado asemeja el relato trágico de la vida de un hombre de gran relevancia, pero que cayó en desgracia a causa de su propia ambición de poder. La siguiente biografía de Ocho-Venado está basada en la interpretación de John Pohl.

## Biografía
Nacido en la fecha del calendario mixteco que indica su nombre, Ocho-Venado fue hijo de Cinco Lagarto-Sol de Lluvia, sacerdote del prestigioso templo de Tilantongo. Su madre fue la Señora Nueve Águila-Flor del Cacao, de Tecamachalco. Tuvo como hermanos a Doce Terremoto-Jaguar Sangriento y a Nueve Flor-Flecha de Tabaco Ardiendo. Los hermanos de Ocho-Venado también fueron sus compañeros en las campañas militares que emprendió por toda la Mixteca. También tenía una media hermana, de nombre Seis Lagartija-Abanico de Jade, que fue primera esposa de Doce-Terremoto. La segunda esposa de Doce Terremoto fue Seis-Mono-Quexquémitl de Guerra. No se sabe a ciencia cierta el tipo de relación que mantenían Seis-Mono y Ocho-Venado, aunque en el Códice Nuttall aparecen entregando una ofrenda en el templo de Nueve Hierba, diosa mixteca de la muerte. Lo que sí se sabe es que al pasar el tiempo, Seis-Mono se casó con Once Viento-Jaguar Sangrante, señor de Bulto de Xipe, localidad cuya ubicación no se conoce a ciencia cierta. La pareja real de Bulto de Xipe tenía derecho al trono de Tilantongo, y fueron los principales rivales políticos de Ocho-Venado.
De acuerdo con el Códice Nuttall, Ocho-Venado y sus aliados conquistaron 94 ciudades en la Mixteca, unificando los pequeños Estados bajo el poder del señorío de Tilantongo. Fue el único rey mixteco que pudo unir bajo su mando a las tres Mixtecas, dominando los principales centros políticos de cada región: en la Mixteca Alta, Tilantongo; en la Mixteca de la Costa, Tututepec; y Teozacualco en la Mixteca Baja. Estableció una alianza con el señor Cuatro Jaguar, de una importante ciudad llamada Lugar de los Tules. Se pensaba que esta ciudad podría ser Tollan-Xicocotitlan y que Cuatro Jaguar-Cara de Noche debería ser Ce Ácatl Topiltzin Quetzalcóatl, puesto que Cuatro Pie es el nombre calendárico de la Serpiente Emplumada. Sin embargo, las más recientes interpretaciones parecen apuntar a que esta Tollan de los códices mixtecos es Tollan-Chollollan, en el Valle de Puebla-Tlaxcala. La alianza entre Ocho-Venado y Cuatro Pie fue sellada con la imposición de un bezote de turquesa por parte del segundo al primero, lo que le confería un símbolo de autoridad real tolteca.
Los códices mixtecos también señalan que Ocho-Venado se casó en varias ocasiones, lo que parece haber sido parte de su estrategia política de consolidación de alianzas. Una de sus esposas fue su sobrina Trece Serpiente, hija de Seis Lagartija. En 1101, Bulto de Xipe cayó finalmente en poder de Ocho-Venado, que ordenó el asesinato de Once Viento y el sacrificio de sus hijos. En 1115, Cuatro Viento, hijo de Doce Terremoto y Seis-Mono encabezó una alianza de señoríos mixtecos en contra de Ocho-Venado, a quien tomó prisionero y luego dio muerte por sacrificio.